# Benediktinski samostan sv. Stjepana na Mirju
Mirje je kasnoantičko nalazište na Malom brigu iznad Postira.

## Povijest
Predio Mirje je u starom vijeku bila rimska villa rustica. Na njenim je temeljima sagrađena je ranokršćanska bazilika iz 6. stoljeća. Na njenom je mjestu podignut poslije u srednjem vijeku benediktinski samostan, koji se spominje u Povaljskoj listini. Ranokršćanski samostanski sklop imao je klaustar i izvorno je bio posvećen sv. Stjepanu. Od ostalih ranokršćanskih crkvâ i samostana, samostan na Mirju daleko je od obale.

## Osobine
Četvrtasti sklop rasčlanjen je u rizalitima na zapadnoj strani uz koju se proteže poljski put. Po obodu sačuvane cisterne, a u unutrašnjosti ostatci nekadašnjeg trijema s kamenim stupovima. Brojni ulomci kamenog crkvenog namještaja ukazuju na postojanje sakralnog sklopa i datiraju ovaj arheološki kompleks u 6. stoljeće.

## Zaštita
Pod oznakom Z-5168 zavedeno je kao nepokretno kulturno dobro - pojedinačno, pravna statusa zaštićena kulturnog dobra, klasificirano kao "arheološka baština ".

## Vanjske poveznice
- Znamenitosti Lokalitet Mirje Adriagate - fotografija